# Coupe Dewar 1902
Navigation
Coupe Dewar 1901 Coupe Dewar 1903
La Coupe Dewar 1902 est la 4e édition de la Coupe Dewar.
Elle oppose 3 clubs exclusivement parisiens en matchs à élimination directe. Le Standard AC remporte la finale face à l'United SC et gagne ainsi son troisième titre dans la compétition.

## Compétition

### Premier tour
Résultats partiels,, :
| Premier tour      | Standard AC | 1 – 1   | RC France |                                 |                                 |
| 1er décembre 1901 | Hawthorne   | (1 – 0) | Zeiger    | Suresnes Arbitrage : M. Garnier | Suresnes Arbitrage : M. Garnier |

| Premier tour rejoué | Standard AC  | 2 – 1   | RC France |                                         |                                         |
| 22 décembre 1901    | Carré · Bone | (2 – 0) | Zeiger    | Haras de Suresnes Arbitrage : Jack Wood | Haras de Suresnes Arbitrage : Jack Wood |

| Premier tour      | United SC | 2 – 1 | Club français |                                                      |                                                      |
| 1er décembre 1901 | ? · ?     |       | 5e Canelle    | Étang des Fonceaux, Sèvres Arbitrage : Robert Guérin | Étang des Fonceaux, Sèvres Arbitrage : Robert Guérin |

### Demi-finale
Les demi-finale ont lieu le 5 janvier et le 2 mars 1902. Le Standard AC élimine la Nationale de Saint-Mandé par 3-1 après prolongation,,.
| Demi-finale | Standard AC    | 3 – 1 a. p. | Nationale de Saint-Mandé |                                                              |                                                              |
| 2 mars 1902 | Jordan · Hicks | (1 – 1)     | 40e (pen.) Verlet        | Stade de Charentonneau, Maisons-Alfort Arbitrage : Jack Wood | Stade de Charentonneau, Maisons-Alfort Arbitrage : Jack Wood |

| Demi-finale    | United SC           | 2 – 1   | US parisienne |                               |                               |
| 5 janvier 1902 | Havercroft · Biesel | (1 – 0) | ?             | Sèvres Arbitrage : M. Lancett | Sèvres Arbitrage : M. Lancett |

### Finale
La finale a lieu le 16 mars 1902 à 14 h 30. Le Standard AC l'emporte par 1-0 contre l'United SC grâce à un but de Wooley. L'organisation est délicate ; la partie, initialement prévue à Suresnes, est décalée au dernier moment à Levallois-Perret, ce qui empêche beaucoup de spectateurs de venir assister à la rencontre. De surcroît, le terrain est envahi à plusieurs reprises par les spectateurs pendant le match, les lignes de touche n'étant pas marquées et les cordes devant maintenir le public autour du terrain n'ayant pas été installées. À cinq minutes de la fin du match, les supporters des deux clubs sont proches d'en venir aux mains,,,,,.

Scènes de la finale
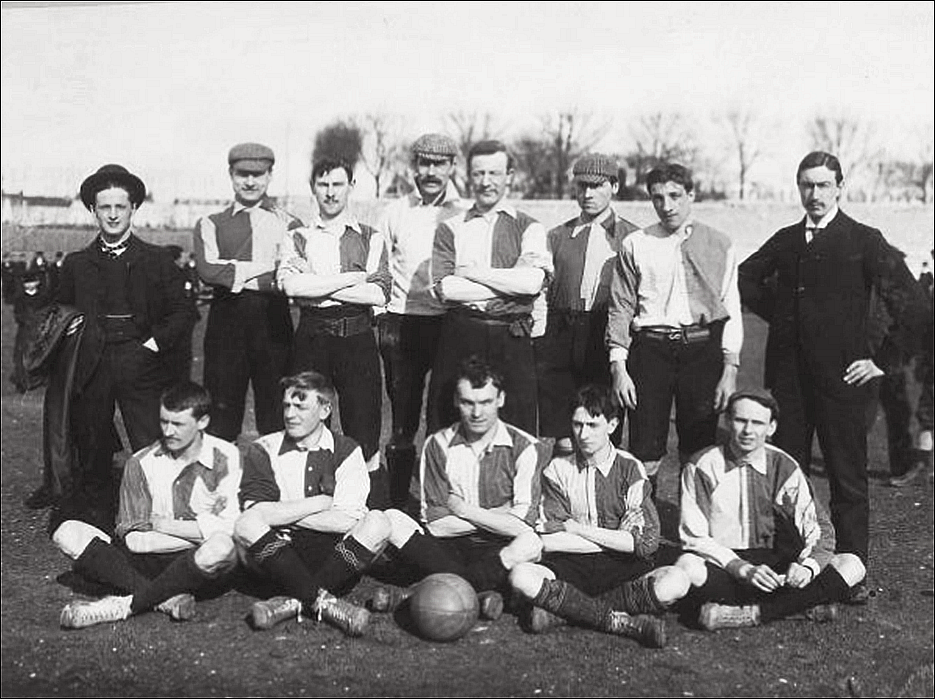
Équipe de l'United SC.
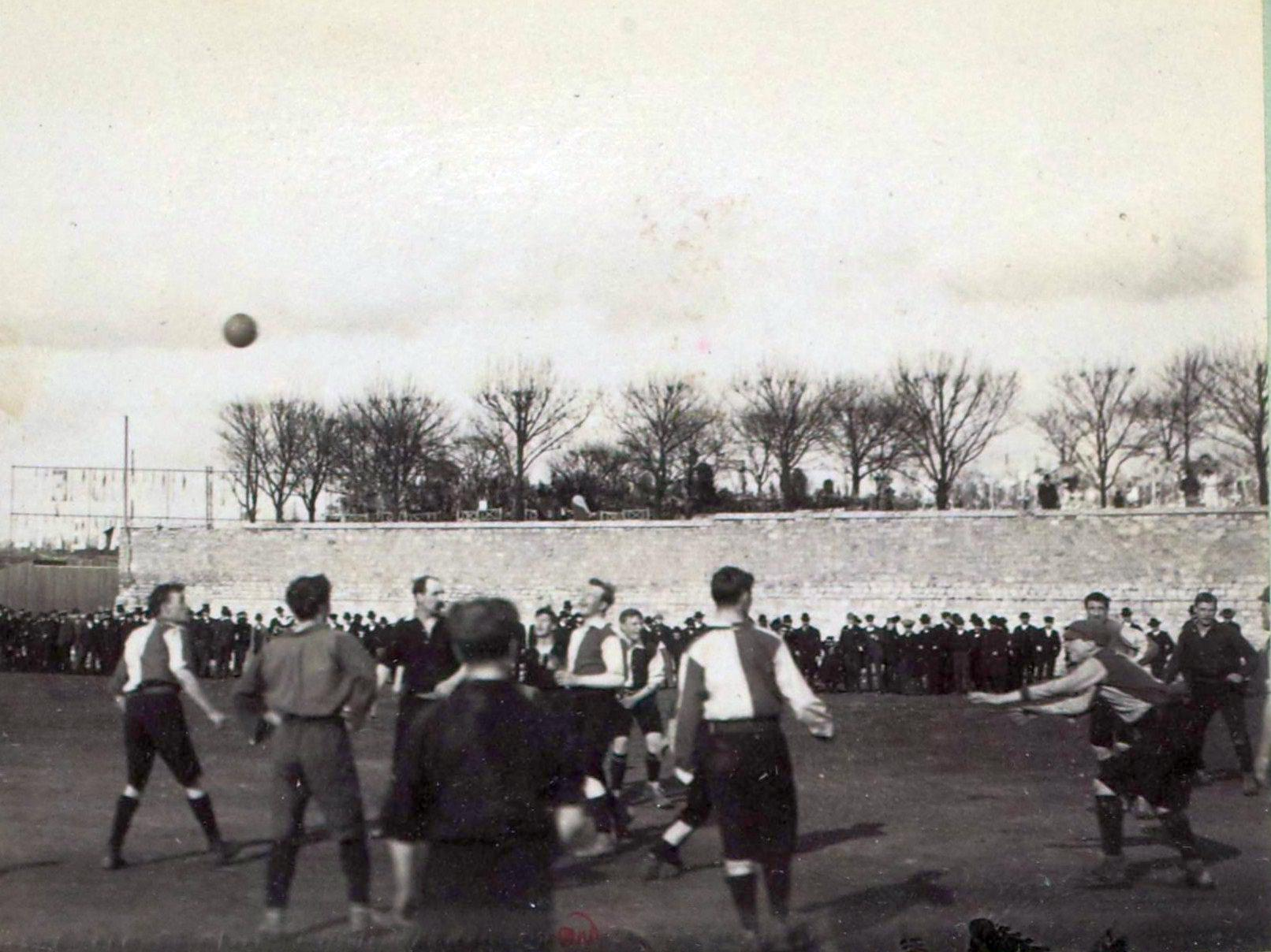
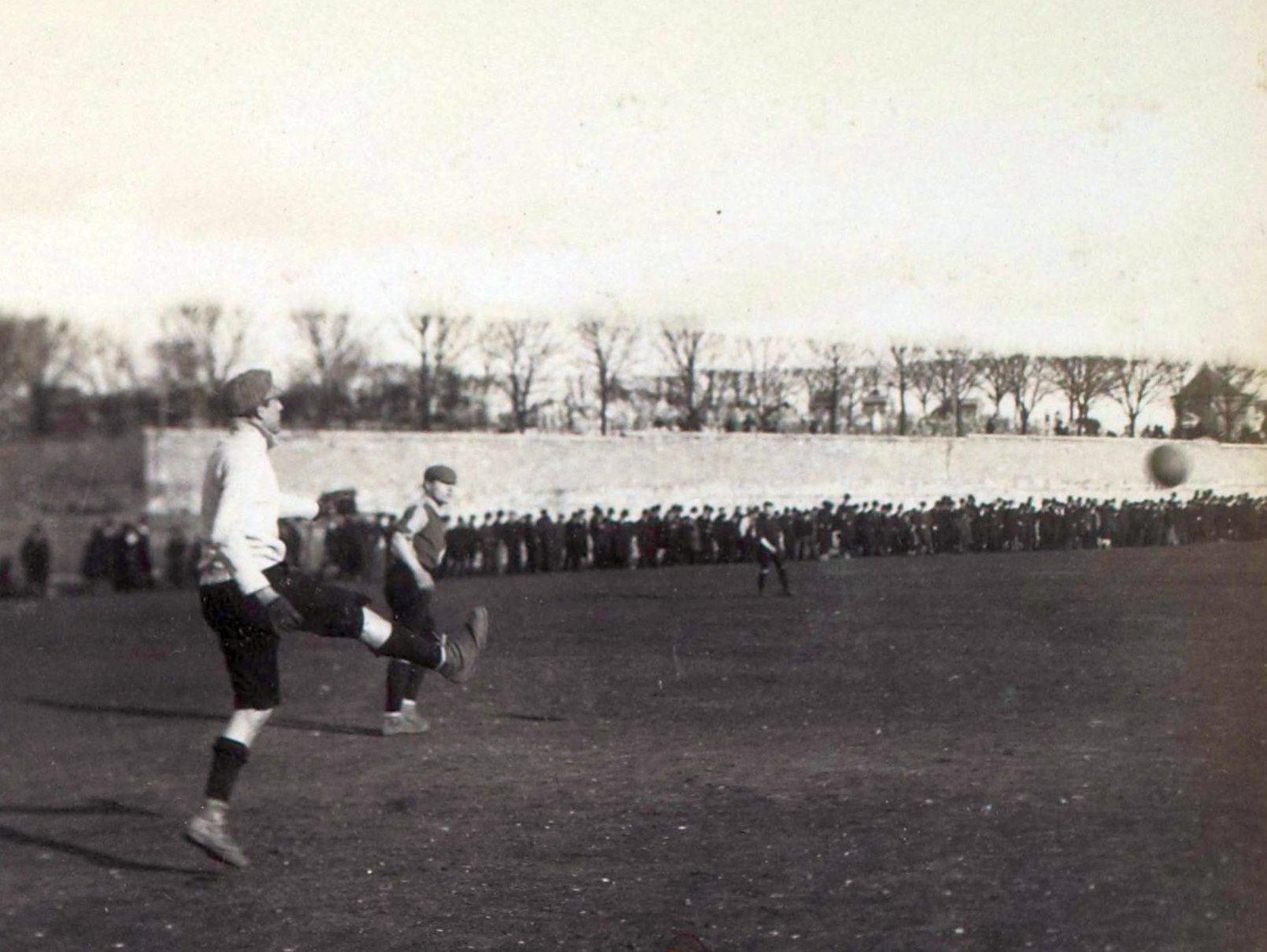
Dégagement de Dykes.
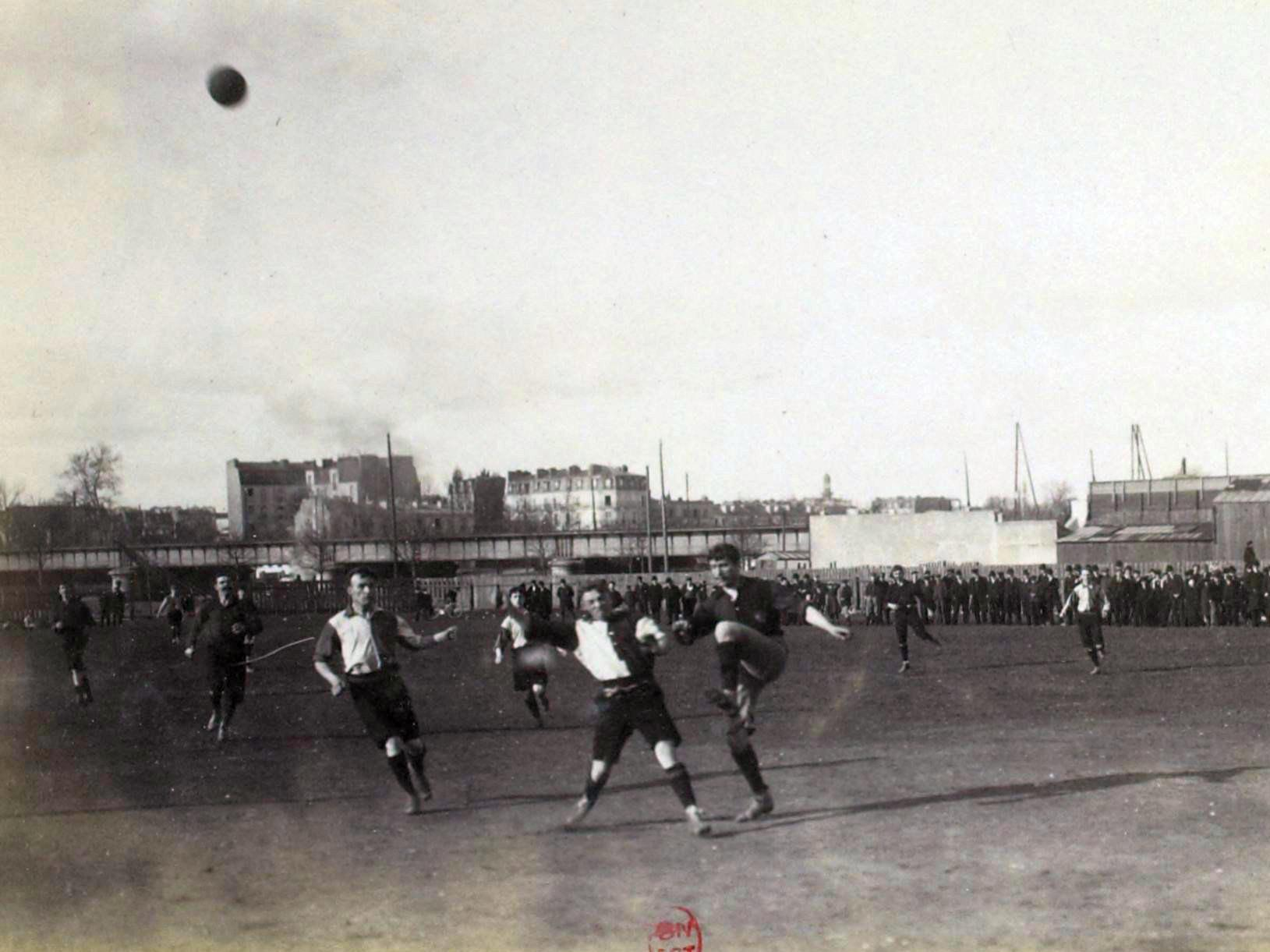
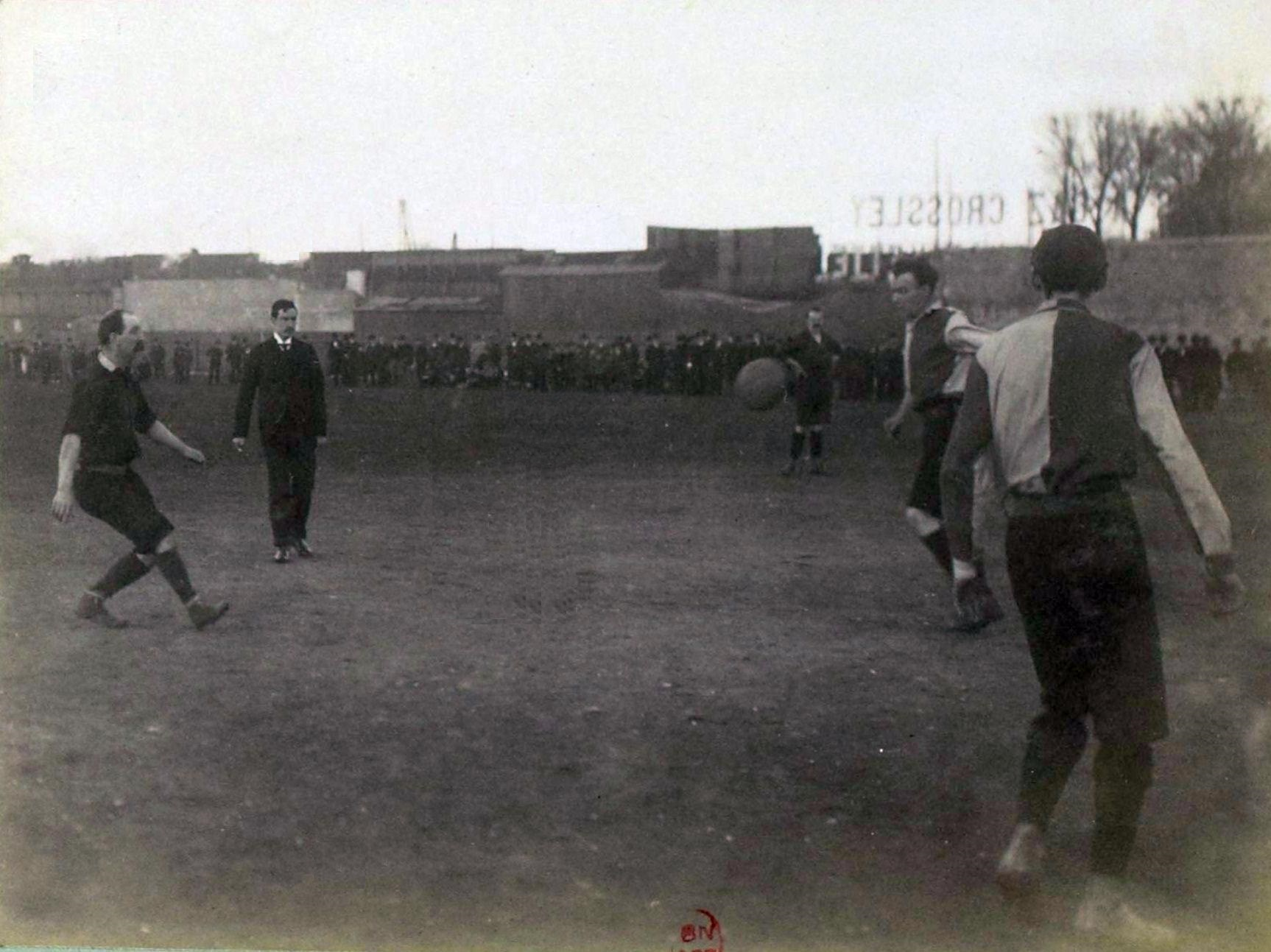

| Finale               | Standard AC                                                                                 | 1 – 0   | United SC                                                                                              |                                                                                               |                                                                                               |
| 16 mars 1902 14 h 30 | Wooley                                                                                      |         | | Terrain du RC France, Place Collange, Levallois-Perret Arbitrage : M. Garnier (Club français) | Terrain du RC France, Place Collange, Levallois-Perret Arbitrage : M. Garnier (Club français) |
| 16 mars 1902 14 h 30 | Dykes - Ferris, Wilkinson - Mason, Short, Hicks - Davidson, Hawthorne, Wooley, Jordan, Bone | Équipes | H. Wynn - A. Wynn, E. Wynn - Mainwaring, Kimmins, Gindrat - Havercroft, Probert, Hunt, Meyer, Shilling | Terrain du RC France, Place Collange, Levallois-Perret Arbitrage : M. Garnier (Club français) | Terrain du RC France, Place Collange, Levallois-Perret Arbitrage : M. Garnier (Club français) |